# Timothy Senior
Timothy Christian Senior (ur. 22 marca 1960 w Filadelfii, Pensylwania) – amerykański duchowny katolicki, w latach 2009-2023 biskup pomocniczy Filadelfii, biskup Harrisburga od 2023.

## Życiorys
Święcenia kapłańskie otrzymał z rąk kardynała Johna Krola w dniu 18 maja 1985. Służył duszpastersko na terenie rodzinnej archidiecezji. Pracował głównie w organizacji Catholic Human Services (w latach 1997-2004 był jej archidiecezjalnym sekretarzem). W 2004 został wikariuszem biskupim ds. duchowieństwa.
8 czerwca 2009 mianowany biskupem pomocniczym Filadelfii ze stolicą tytularną Floriana. Sakry udzielił mu kard. Justin Francis Rigali.
25 kwietnia 2023 papież Franciszek przeniósł go na urząd biskupa diecezjalnego Harrisburga.